# Acer brevipes
Acer brevipes — дерево з роду клен. Ендемік В'єтнаму.